# Barbaroscardia
Barbaroscardia is een geslacht van vlinders van de familie van de zakjesdragers (Psychidae).

## Soorten
- Barbaroscardia fasciata Walsingham, 1891
- Barbaroscardia metaclina Meyrick, 1920